# Кристиан I (Саксония-Мерзебург)
Кристиан I фон Саксония-Мерзебург или Кристиан Стари, Кристиан (на немски: Christian I von Sachsen-Merseburg, „Christian der Ältere“; * 27 октомври 1615, Дрезден; † 18 октомври 1691, Мерзебург) от рода на Албертинските Ветини, е първият херцог на Саксония-Мерзебург от 1656 до 1691 г.

## Живот
Той е третият син на Йохан Георг I от Саксония (1585 – 1656), курфюрст на Саксония, и втората му съпруга Магдалена Сибила от Прусия (1586 – 1659) от династията Хоенцолерн, дъщеря на Албрехт Фридрих, херцог на Прусия.
Кристиан се жени на 19 ноември 1650 г. в Дрезден в двойна сватба заедно с брат му Мориц. Сватбата трае четири седмици. Те се женят за две сестри Кристиана (за Кристиан) и София Хедвиг (за Мориц) от фамилията Дом Олденбург, дъщери на Филип, херцог на Шлезвиг-Холщайн-Зондербург-Глюксбург, и съпругата му София Хедвига фон Саксония-Лауенбург.
В завещание на 20 юли 1652 г. баща му създава от Курфюрство Саксония за неговите трима по-малки сина техни Секундогенитур – княжества. След неговата смърт на 8 октомври 1656 г., на 22 април 1657 г. в Дрезден и още веднъж през 1663 г. братята си поделят чрез договор териториите на Саксония-Мерзебург, Саксония-Вайсенфелс и Саксония-Цайц. Кристиан I получава Саксония-Мерзебург. По-големият му брат Йохан Георг II (1613 – 1680) става херцог на Саксония-Вайсенфелс, а по-малкият му брат Мориц (1619 – 1681) става херцог на Саксония-Цайц.
Кристиан отива със съпругата си Кристиана на 30 септември 1653 г. в Мерзебург. Неговият двор има скоро 150 души. През 1655 г. херцог Кристиан I, чрез херцог Вилхелм IV фон Саксония-Ваймар, е приет в литературното общество Фрухтбрингенде Гезелшафт.
Херцог Кристиан I умира на 75 години на 18 октомври 1691 г. и е погребан в оловен ковчег в княжеската гробница в катедралата на Мерзебург. На трона го наследява най-големият му син Кристиан II.
Херцог Кристиан I създава, както баща му, за тримата му по-малки синове владения като Апанаж. Те са наречени на резиденциите им.

## Деца
Кристиан I и Кристиана имат децата:
- Магдалена София (1651 – 1675)
- Йохан Георг (1652 – 1654), наследствен принц на Саксония-Мерзебург
- Кристиан II (1653 – 1694), херцог на Саксония-Мерзебург
- Август (1655 – 1715), херцог на Саксония-Мерзебург-Цьорбиг
- мъртвороден син (*/† 1 февруари 1656)
- Филип (1657 – 1690), херцог на Саксония-Мерзебург-Лаухщет
- Кристиана (1659 – 1679), ∞ Кристиан херцог на Саксония-Айзенберг
- София Хедвиг (1660 – 1686), ∞ Йохан Ернст, херцог на Саксония-Кобург-Заалфелд
- Хайнрих (1661 – 1738), херцог на Саксония-Мерзебург-Шпремберг (по-късно на цял Саксония-Мерзебург)
- Мориц (1662 – 1664)
- Сибила Мария (1667 – 1693), ∞ Кристиан Улрих I, херцог на Вюртемберг-Оелс-Бернщат

Освен това той има деца от връзки с метреси.